# Janka Keseg Števková
Janka Keseg Števková, née le 4 février 1976 à Martin est une coureuse cycliste slovaque, spécialiste du cyclo-cross et du VTT.

## Palmarès en cyclo-cross
- 2011-2012
  -  Championne de Slovaquie de cyclo-cross
- 2014-2015
  -  Championne de Slovaquie de cyclo-cross
- 2015-2016
  -  Championne de Slovaquie de cyclo-cross
  - Tage des Querfeldeinsports (Day of Cyclocross), Ternitz
- 2016-2017
  -  Championne de Slovaquie de cyclo-cross
- 2017-2018
  -  Championne de Slovaquie de cyclo-cross
  - GP Poprad, Poprad
  - Cyclocross International Podbrezová, Podbrezová
  - GP Dolná Krupa, Dolná Krupá
- 2018-2019
  -  Championne de Slovaquie de cyclo-cross
- 2019-2020
  -  Championne de Slovaquie de cyclo-cross
  - Grand Prix Košice, Košice
  - Utsunomiya Cyclo Cross #1, Utsunomiya
  - Utsunomiya Cyclo Cross #2, Utsunomiya
- 2020-2021
  - 2e du championnat de Slovaquie de cyclo-cross
- 2022-2023
  - 2e du championnat de Slovaquie de cyclo-cross
- 2024-2025
  - 3e du championnat de Slovaquie de cyclo-cross

## Palmarès en VTT
- 2001
  -  Championne de Slovaquie de cross-country
- 2002
  -  Championne de Slovaquie de cross-country
- 2003
  -  Championne de Slovaquie de cross-country
- 2005
  -  Championne de Slovaquie de cross-country
- 2006
  -  Championne de Slovaquie de cross-country
- 2007
  -  Championne de Slovaquie de cross-country
  -  Championne de Slovaquie de cross-country marathon
- 2008
  -  Championne de Slovaquie de cross-country
- 2009
  -  Championne de Slovaquie de cross-country
- 2010
  -  Championne de Slovaquie de cross-country
- 2011
  -  Championne de Slovaquie de cross-country
  -  Championne de Slovaquie de cross-country marathon
- 2012
  -  Championne de Slovaquie de cross-country
  -  Championne de Slovaquie de cross-country eliminator
- 2014
  -  Championne de Slovaquie de cross-country
  -  Championne de Slovaquie de cross-country eliminator
- 2015
  -  Championne de Slovaquie de cross-country
  -  Championne de Slovaquie de cross-country eliminator
- 2016
  -  Championne de Slovaquie de cross-country
  -  Championne de Slovaquie de cross-country eliminator
- 2017
  -  Championne de Slovaquie de cross-country marathon
  -  Championne de Slovaquie de cross-country eliminator
- 2020
  -  Championne de Slovaquie de cross-country

## Palmarès sur route
- 2020
  - 2e du championnat de Slovaquie sur route
  - 2e du championnat de Slovaquie du contre-la-montre
- 2021
  - 2e du championnat de Slovaquie du contre-la-montre
- 2022
  - 2e du championnat de Slovaquie du contre-la-montre